# Mariakerk (Oirschot)

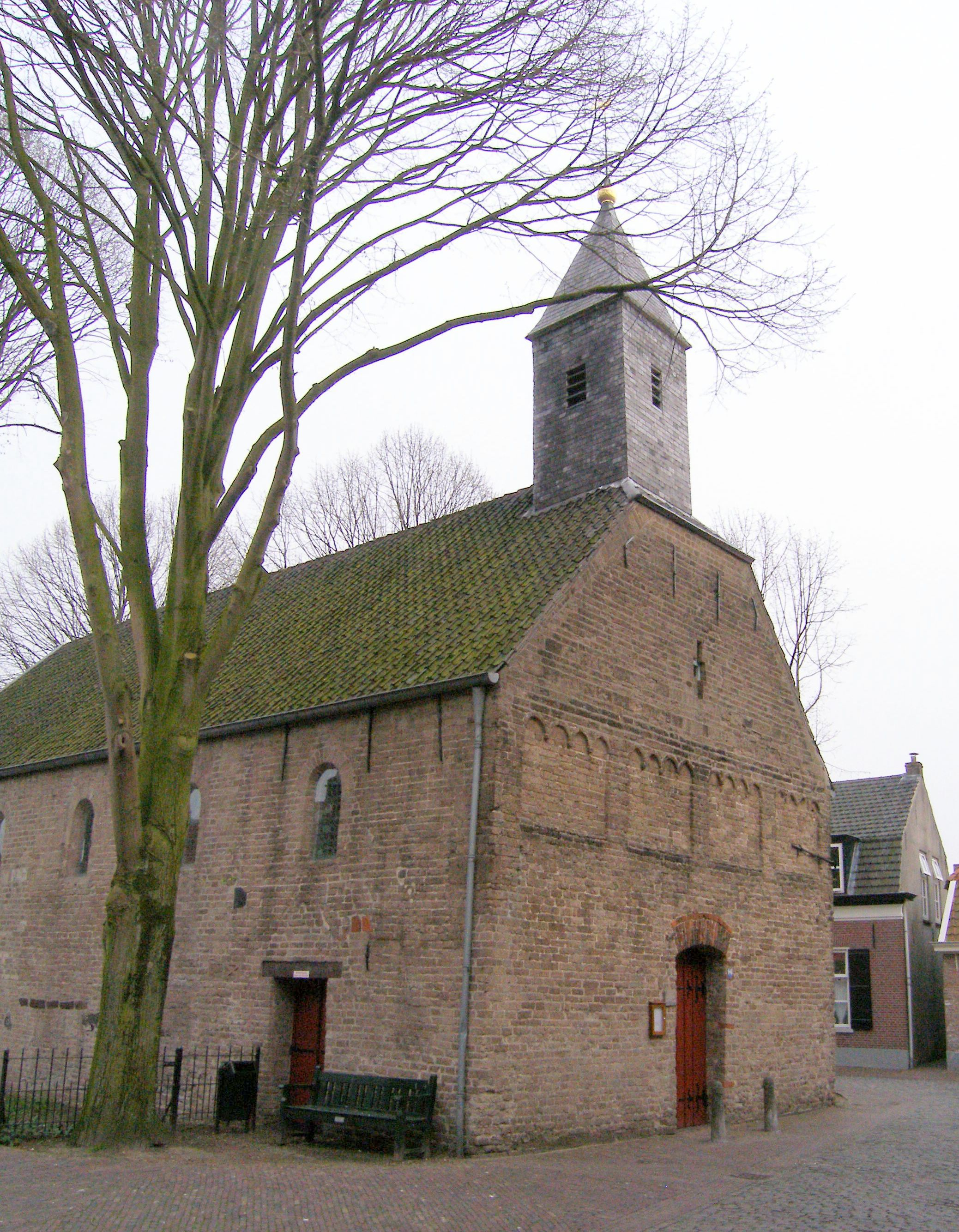
Die Mariakerk zu Oirschot

Die Mariakerk (deutsch Marienkirche) ist ein Kirchengebäude der Protestantischen Kirche in den Niederlanden in Oirschot (Provinz Noord-Brabant). Das Kirchengebäude ist als Rijksmonument eingestuft.

## Geschichte
Die romanische Mariakerk aus dem 12. Jahrhundert ist der älteste Sakralbau in Oirschot und geht in ihrem Kern auf das 9. Jahrhundert zurück. Sie war nicht nur Pfarrkirche, sondern ursprüngliche auch Stiftskirche für einen Konvent von Kanonikern. Bei dieser Kirche handelt es sich möglicherweise ursprünglich um die Eigenkirche des Vaters des heiligen Odulphus, des sogenannten Apostels der Friesen, der hier aufgewachsen ist.
Die Kanoniker entschlossen sich im 13. Jahrhundert zur Errichtung einer größeren Stiftskirche in unmittelbarer Nähe, der ab 1268 erbauten Petruskerk. Die Mariakerk wurde zur Kapelle und schließlich ab 1659 nicht mehr sakral genutzt. In dem Gebäude wurde fortan Butter gelagert. Hierher rührt auch die heutige volkstümliche Bezeichnung Boterkerkje (deutsch: Butterkirche). 1633 wurde unter bewaffneter Eskorte in der Petruskerk erstmals im römisch-katholisch geprägten Oirschot reformierter Gottesdienst abgehalten. 1799 wurde den Reformierten schließlich die Mariakerk als eigenes Gotteshaus überlassen. Die Reformierte Gemeinde in Oirschot schloss sich 2007 der 2004 geschaffenen Protestantischen Kirche in den Niederlanden an.